# Вільшанка (рід)

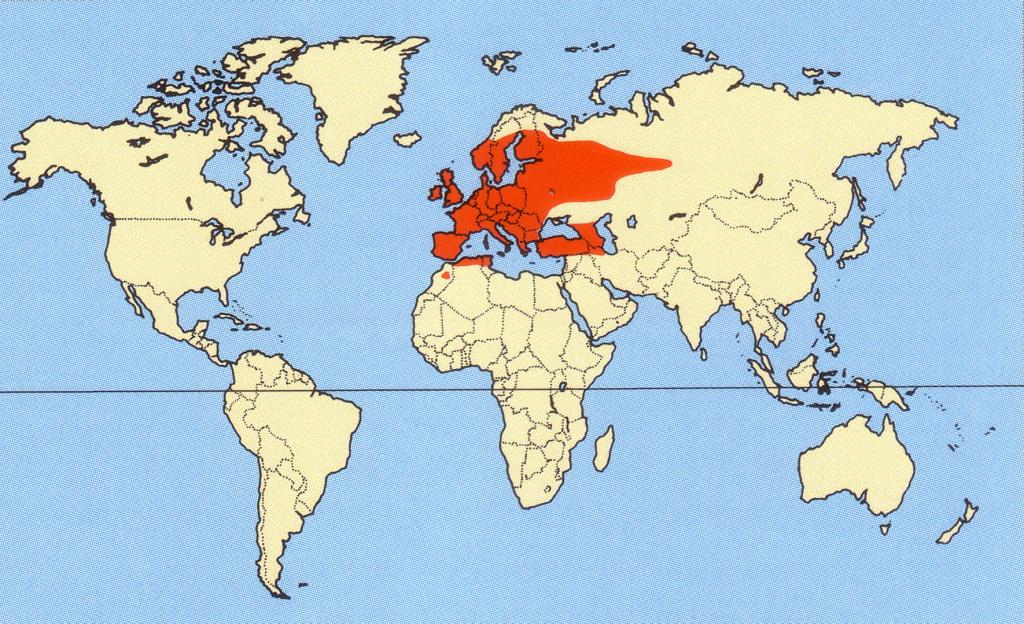

Вільшанка (Erithacus) — рід дрібних горобцеподібних птахів. До 2006 року вважалось, що Erithacus ключає 3 види, однак точніші молекулярно-генетичні дослідження залишили в роді лише один вид —   E. rubecula. Два види E. akahige та E. komadori у 2006 році перенесено до роду Larvivora.
Також у викопному стані описано два види:
- †Erithacus horusitskyi Kessler & Hir, 2012 (міоцен Угорщини)[2]
- †Erithacus minor Kessler, 2013 (пліоцен Угорщини)[3]